# 61*
61* ist ein zwölffach Emmy-nominierter US-amerikanischer Baseballfilm aus dem Jahr 2001, der direkt fürs Fernsehen produziert wurde. Er erzählt die authentische Geschichte des Baseballers Roger Maris, der 1961 einundsechzig Home Runs schlägt und den Rekord von Babe Ruth um einen Home Run verbessert. Weil ihm die Baseballwelt den Rekord nicht gönnt, wird Maris seines Lebens nicht glücklich.

## Handlung
Im Jahr 1961 verfügen die New York Yankees über zwei begabte Schlagmänner, nämlich den lebenslustigen Mickey Mantle und den scheuen Roger Maris. Nach einem unauffälligen Start schlagen Mantle und Maris einen Home Run nach dem anderen. Als deutlich wird, dass sie den Home-Run-Rekord von Babe Ruth (60) übertreffen können, jubeln die Fans dem beliebten Mantle zu und buhen den asketischen Maris aus.
Dann verletzt sich Mantle, und nur noch Maris kann die 60 knacken. Er wird zum Hassobjekt aller Baseballfans, bekommt schlechte Presse und muss Schmähbriefe und Todesdrohungen ertragen. Major League Baseball Commissioner Ford Frick, ein großer Babe-Ruth-Fan, macht ihm das Leben noch schwerer. Damit Maris als offizieller Rekordhalter gelte, müsse er seinen 60. Home Run im 154. Spiel schlagen (zu Ruths Zeiten hatte die Saison 154 Spiele, nicht 162 wie heute). Maris trotzt schweren Depressionen und schlägt 61 Home Runs. Die letzten beiden schafft er aber erst nach der 154-Spiele-Marke, so dass ihm Frick die offizielle Anerkennung des Rekords verweigert. Daher hat er nicht „61“, sondern nur „61*“ Home Runs geschlagen: das Sternchen kennzeichnet den nicht anerkannten Rekord.
37 Jahre später muss Maris’ Familie zusehen, wie Mark McGwire seinen Home-Run-Rekord knackt. Das Voiceover eröffnet, dass nach seinem Tode 1985 die MLB 1991 entschied, seine 61 Home Runs offiziell anzuerkennen.

## Produktion
Billy Crystal drehte die Baseball-Szenen im Tiger Stadium der Detroit Tigers.

## Kritiken
- „Crystal versucht Maris zu rehabilitieren. Dies gelingt dank eines exzellenten Barry Pepper.“ − Entertainment Weekly[1]
- „Crystal erzählt [Maris’ Drama] gut.“ − salon.com[2]
- „Mit seiner Leidenschaft fürs Baseball macht [Billy Crystal] einen glaubwürdigen Job, seine Yankees-Helden darzustellen.“ − efilmcritic.com[3]

## Auszeichnungen (Auswahl)
- Emmy Award 2001: Nominierung für „Beste TV-Produktion“
- Golden Globe 2002: Nominierung für Barry Pepper als „Bester Schauspieler in einer TV-Produktion“